# Ledenika

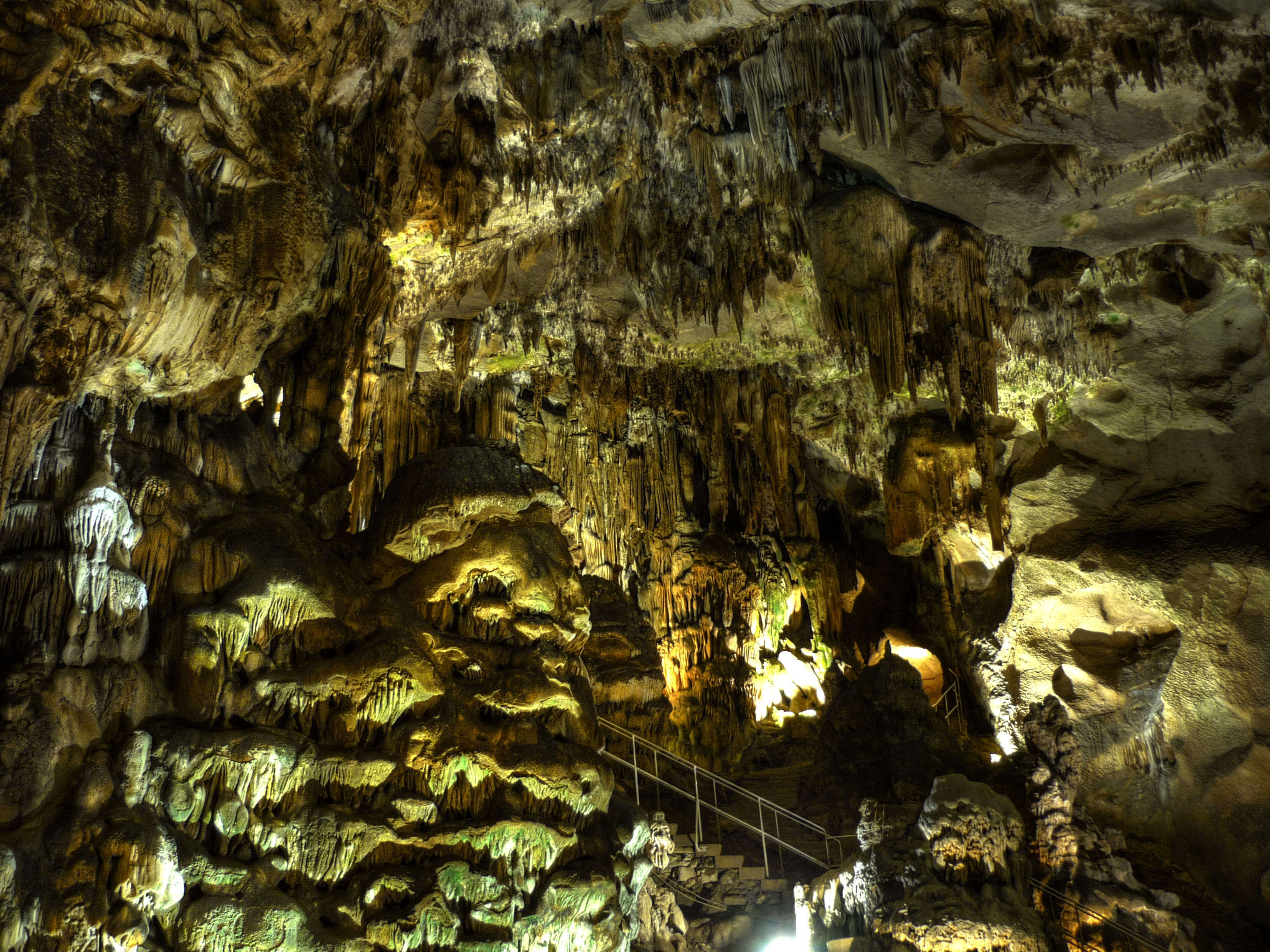
"La sala de conciertos".

Ledenika (en búlgaro: Леденика, inglés: helado o glaciar) es una cueva situada en la parte noroccidental de los Montes Balcanes, a 16 km de la ciudad búlgara de Vratsa. Su entrada se encuentra aproximadamente a 830 m sobre el nivel del mar. La cueva cuenta con abundantes galerías e impresionantes formaciones kársticas, incluidas estalactitas y estalagmitas. Fue descubierta por primera vez hacia principios del siglo XX y está abierta a los turistas desde 1961. El pico Ledenika en Graham Land en la Antártida lleva el nombre de la cueva, en reconocimiento a su importancia cultural.

## Descripción
La cueva tiene unos 300 m de largo y contiene diez salas separadas. Los visitantes entran por la Antecámara, luego pasan por varios pasadizos más pequeños hasta la Sala de Conciertos. A continuación, los visitantes pasan a través de varios pasajes más pequeños, y finalmente emergen en la Sala Blanca.
La galería más grande se conoce como el Gran Templo, con un techo de 15 m (50 ft). La Sala de Conciertos es más pequeña, pero tiene una enorme variación de estalactitas y estalagmitas. Durante el invierno, pueden formarse carámbanos en el techo. Se cree que la abundancia de carámbanos en invierno ha dado lugar al nombre de la cueva, que en inglés se traduce como helado o glacial.

## Geología

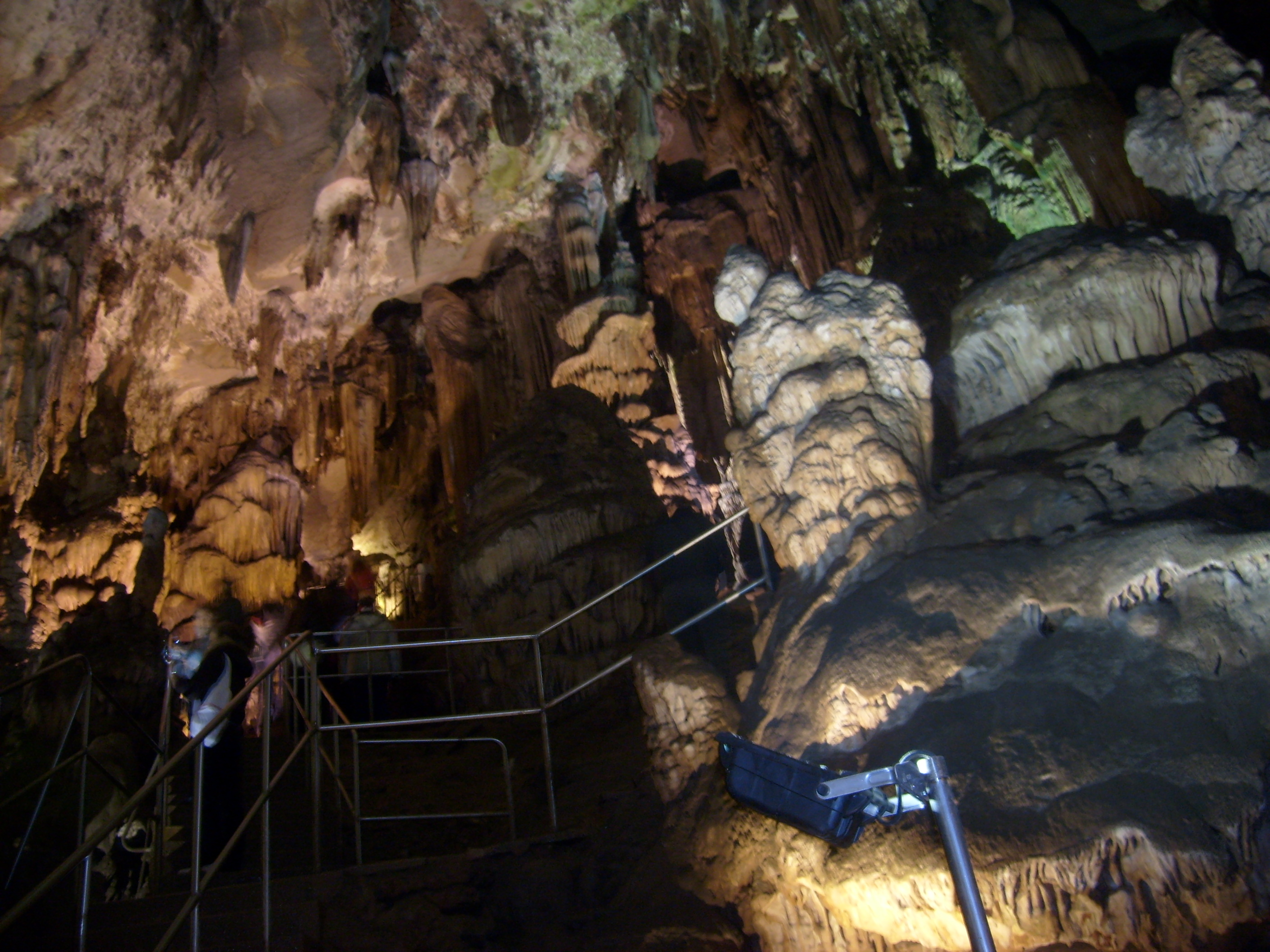
Paseos turísticos por Ledenika.

Las formaciones calcáreas de la cueva han sido datadas en el Plioceno.

## Turismo
La Unión Búlgara de Turismo ha incluido Ledenika en sus "100 lugares turísticos de Bulgaria", un esfuerzo promocional destinado a destacar los mejores lugares turísticos de la nación. La cueva ha sido una de las más destacadas del país desde que se abrió a los turistas. A finales de la década de 1980, alcanzó la cifra récord de 100.000 visitantes anuales.

## Galería

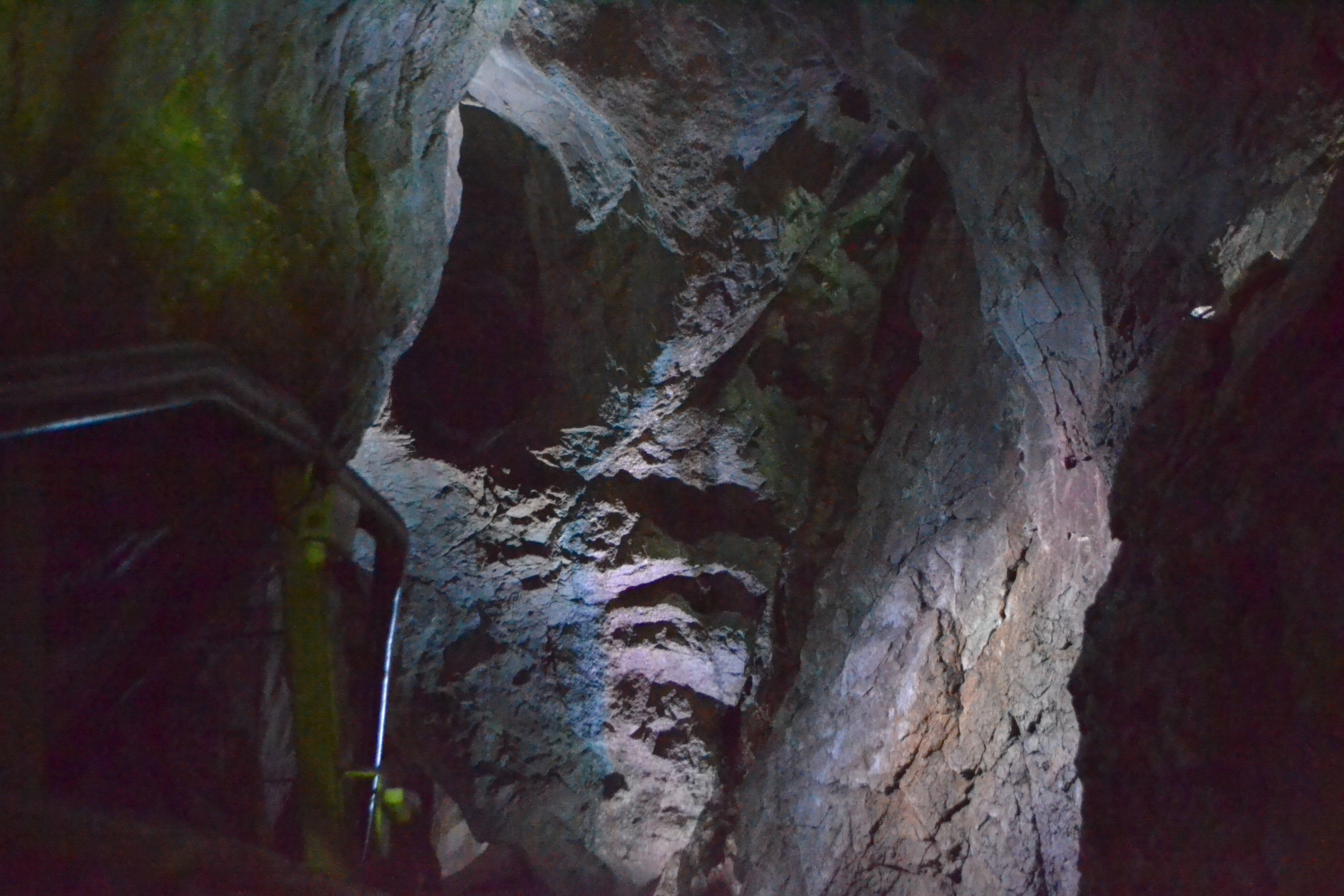
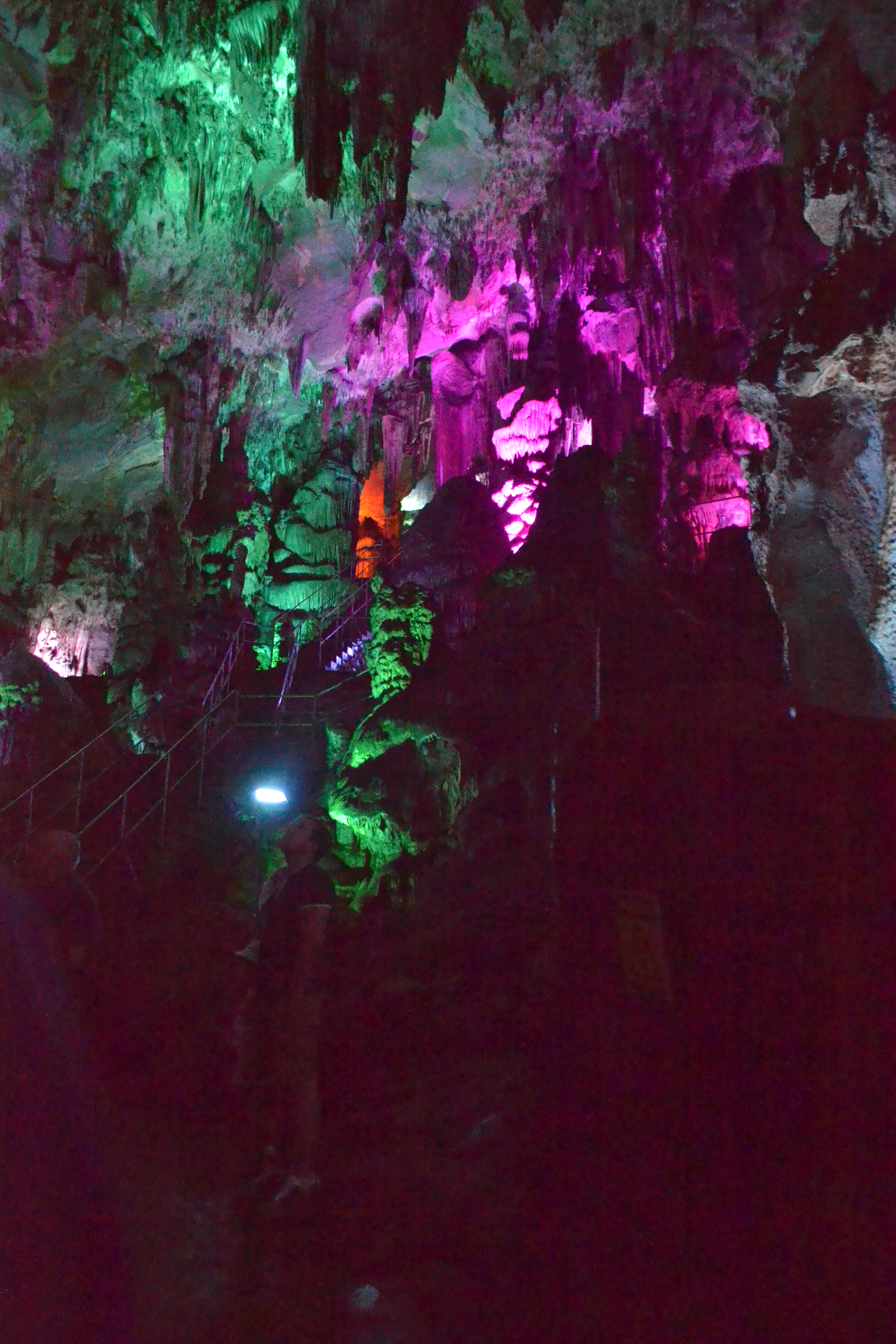
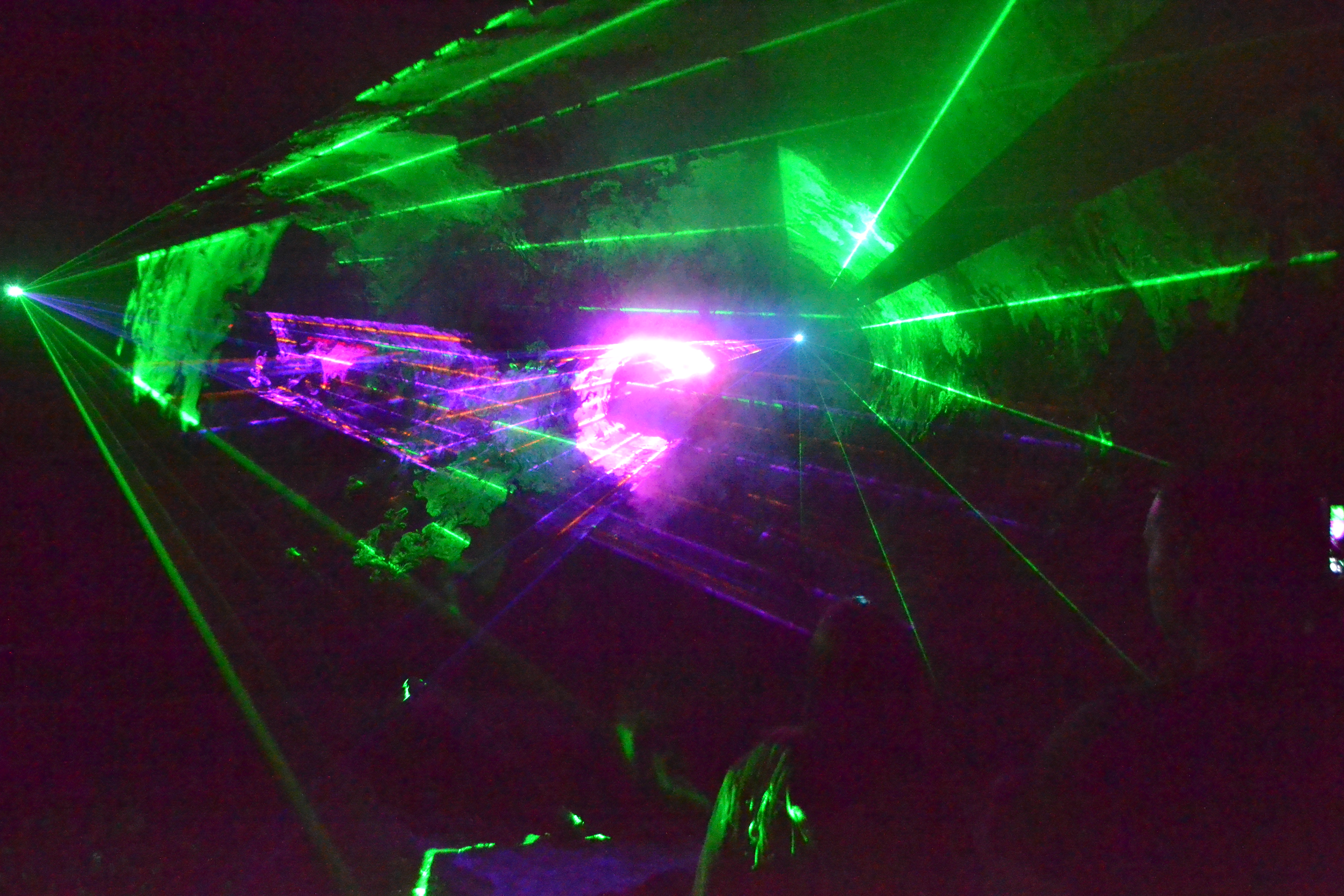
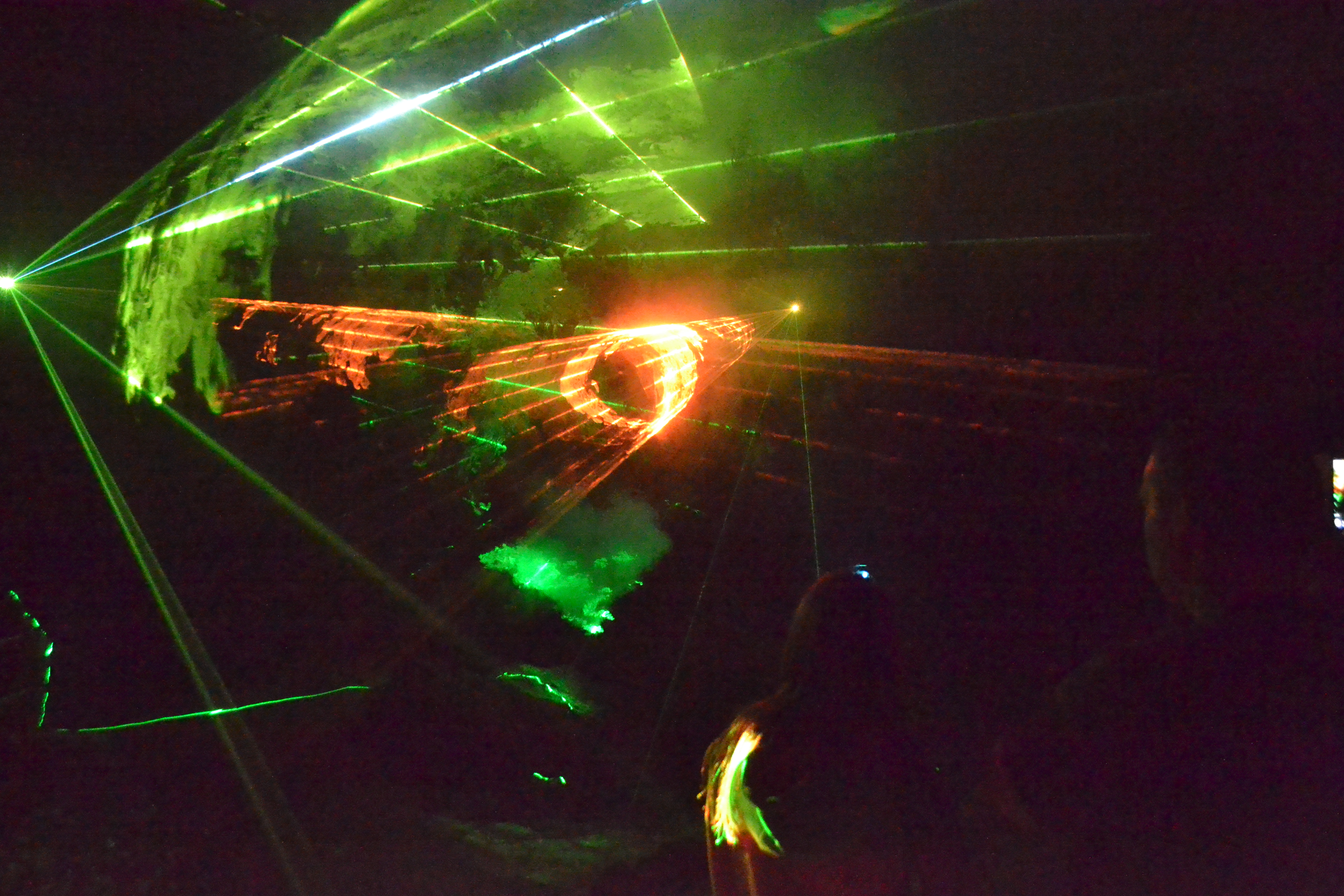
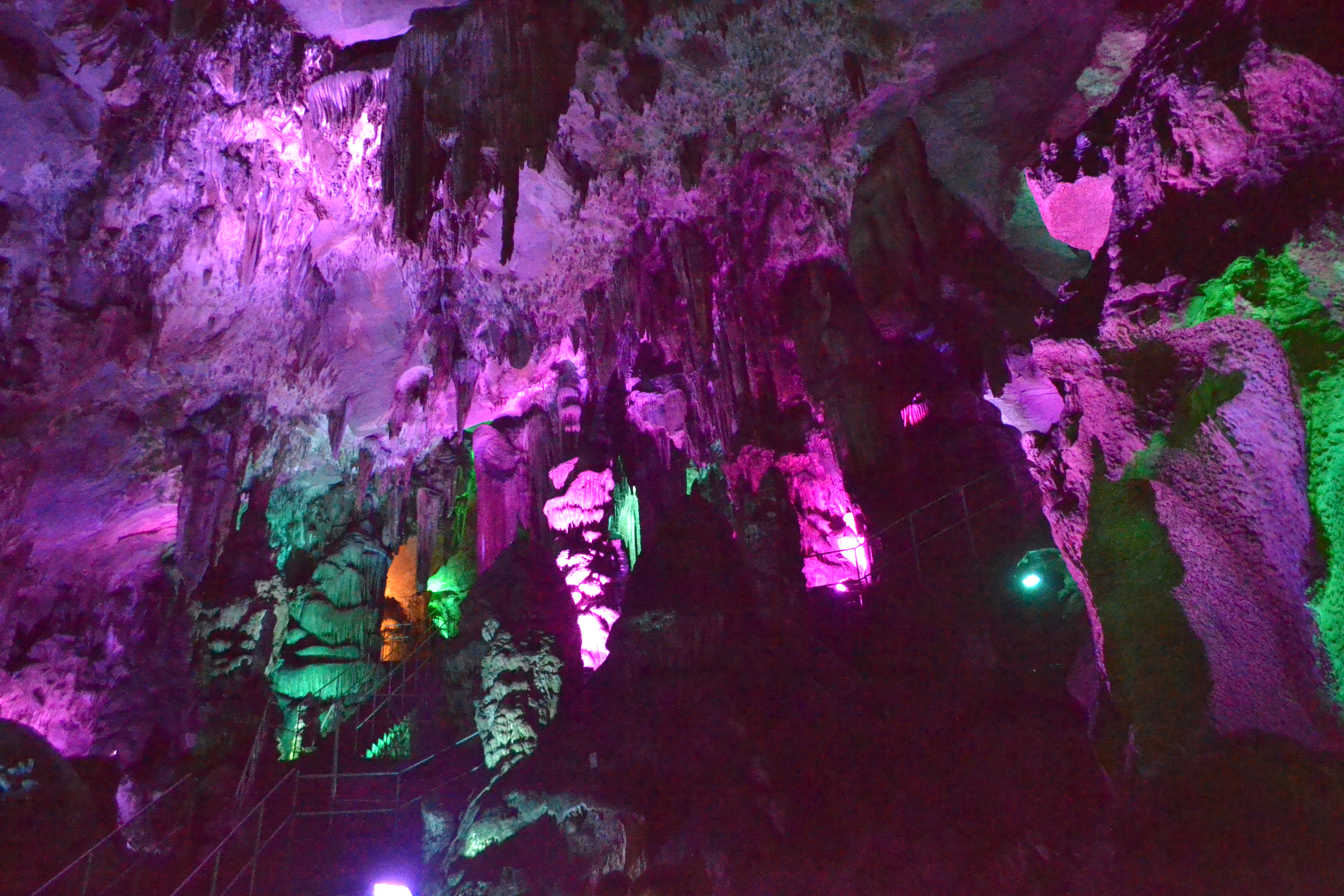
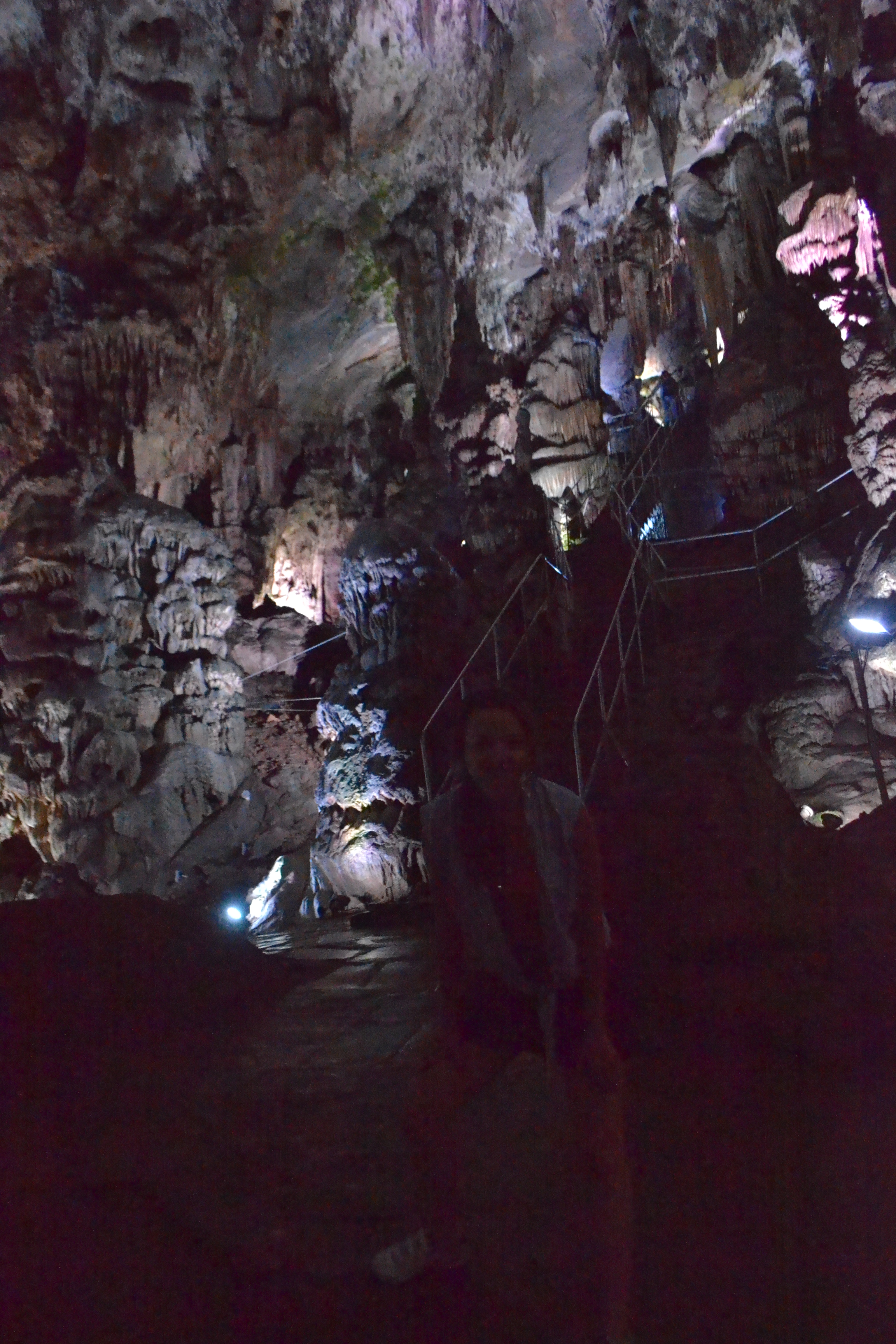
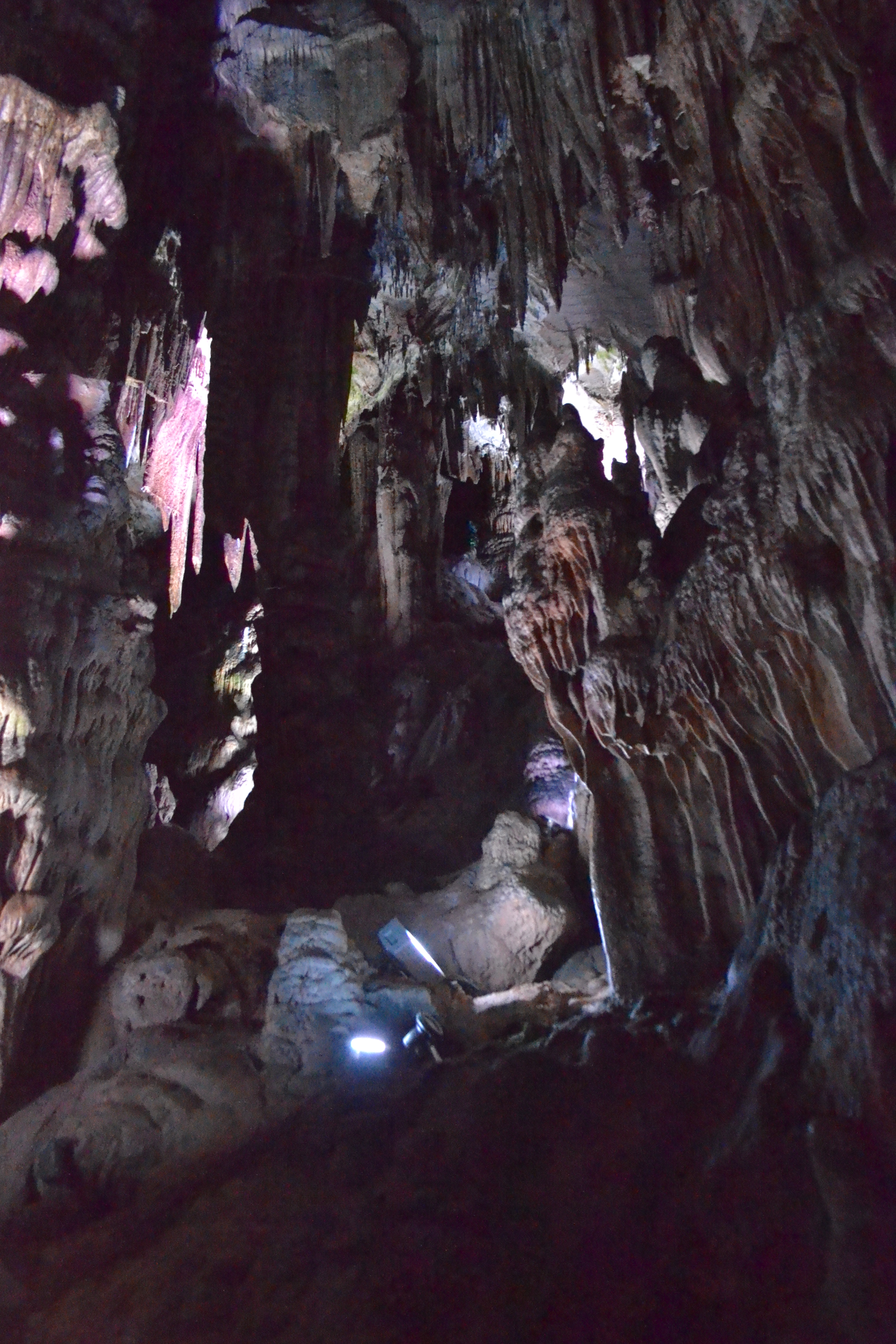
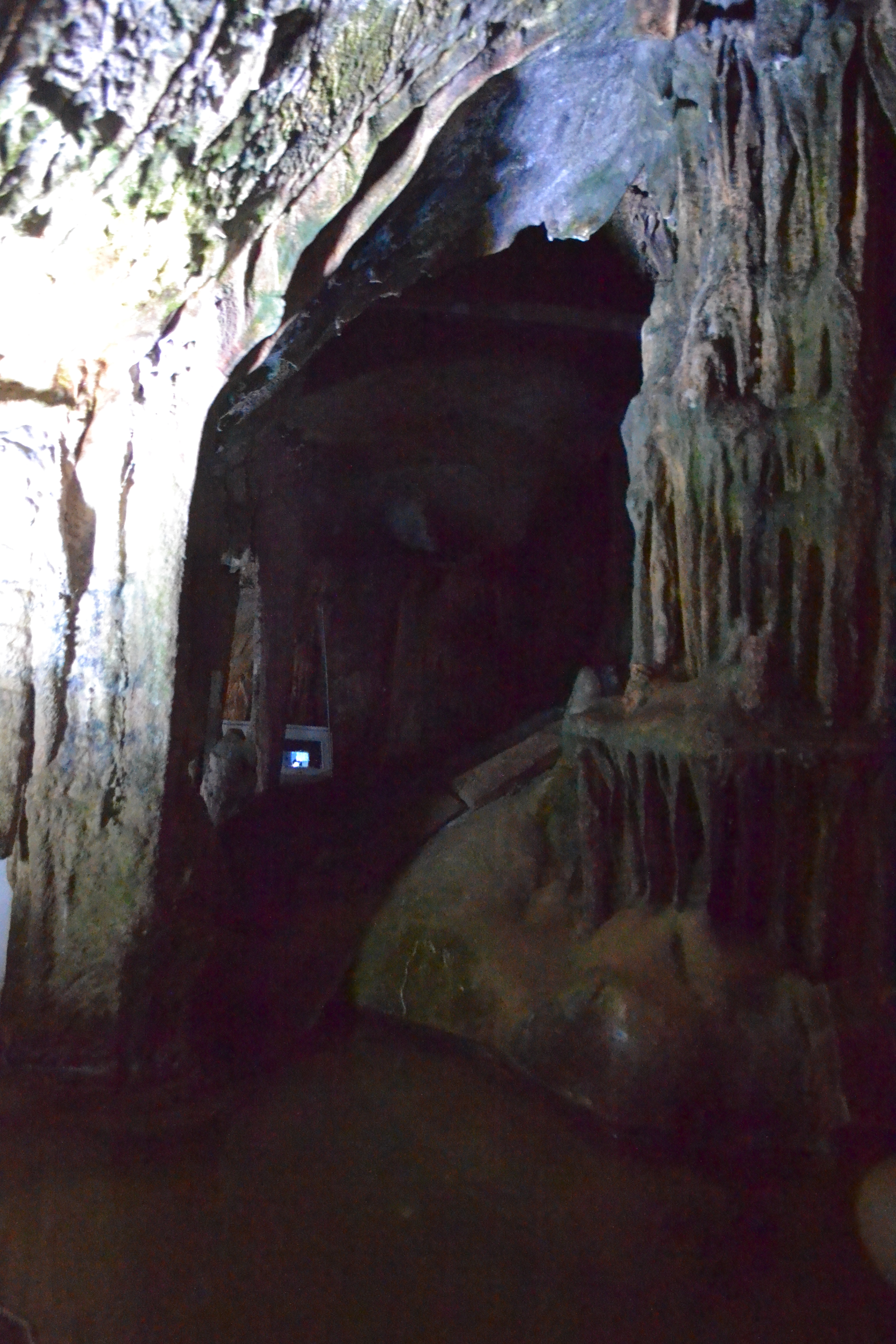
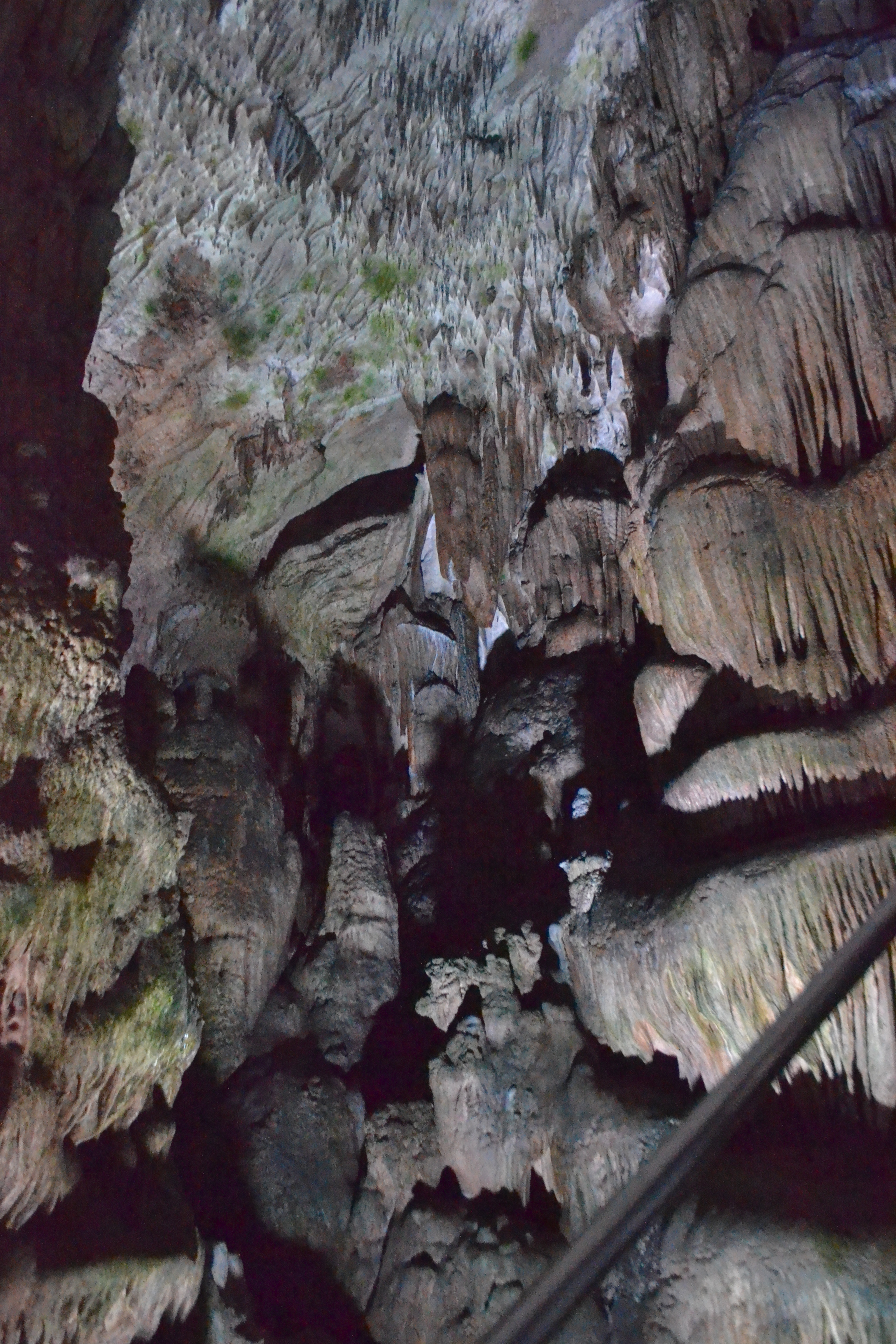
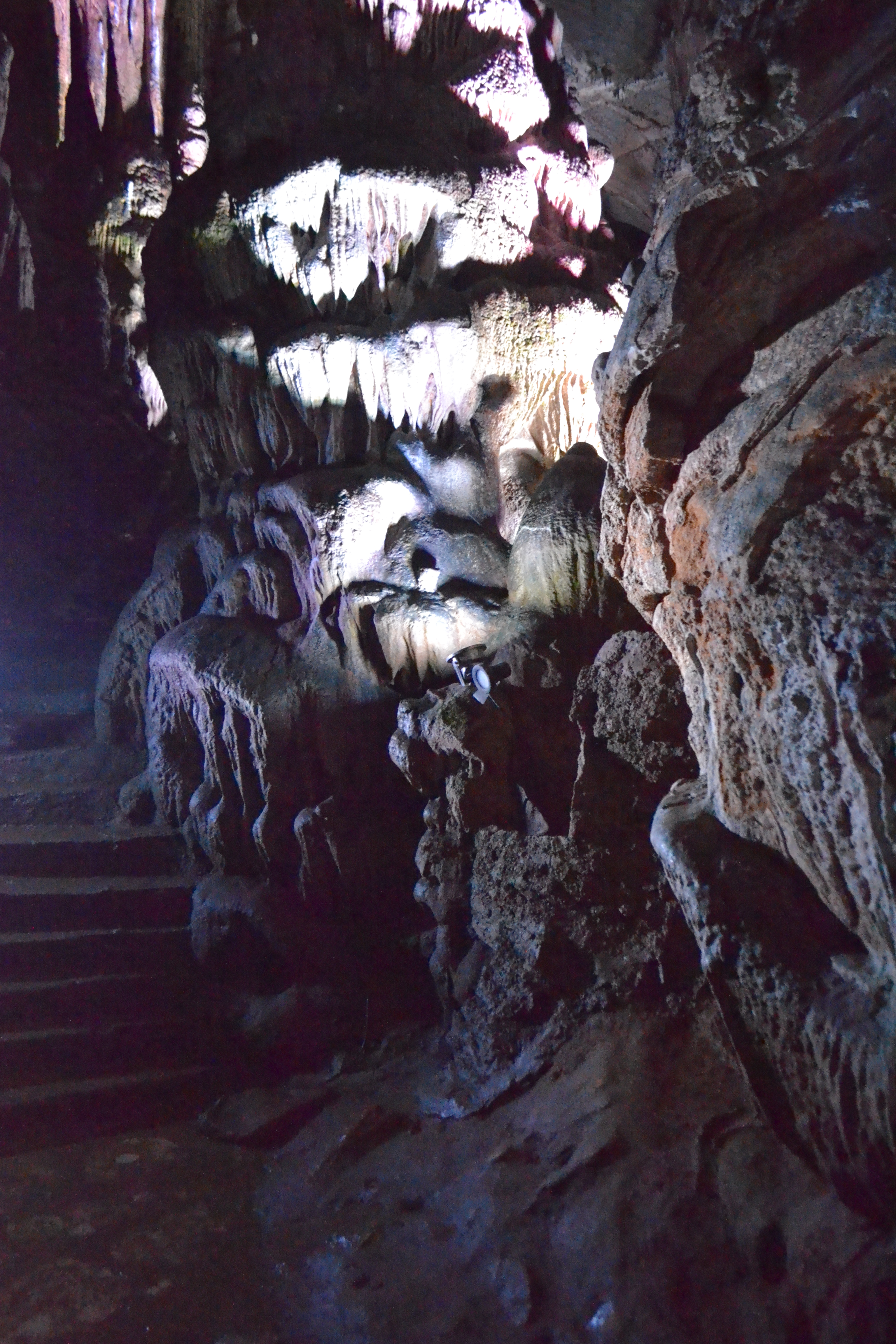
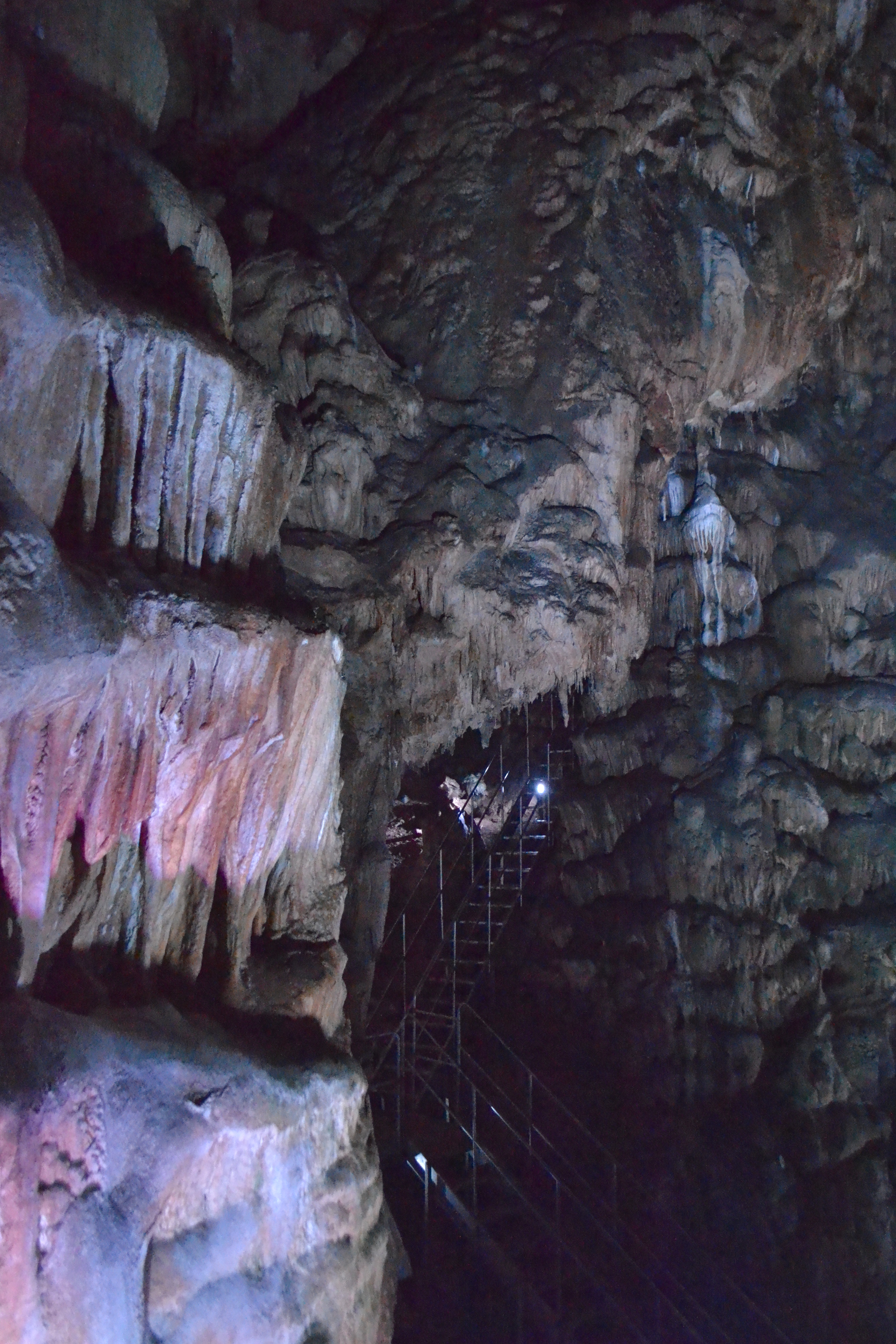
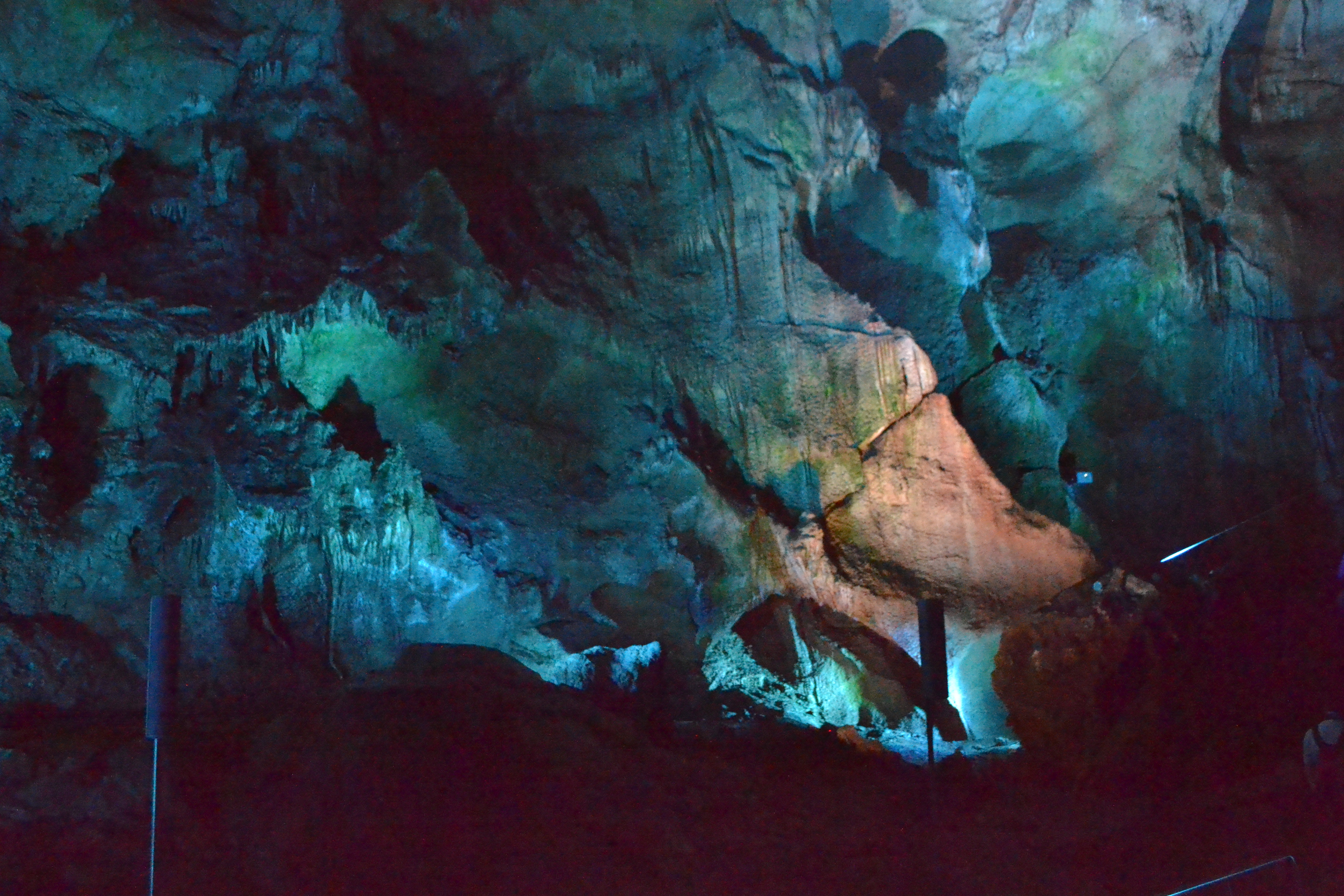